# Kölner Liste (Doping)
Die Kölner Liste führt mehr als 1000 Nahrungsergänzungsmittel (NEM) und Sportlernahrung mit minimiertem Dopingrisiko. Sie soll Sportlerinnen und Sportlern aller Leistungsklassen Schutz und Orientierung in einem intransparenten Markt bieten. Herstellern bietet die Kölner Liste die Möglichkeit, eine unabhängigen Kontrolle ihrer Produkte zu veröffentlichen. Die Kölner Liste ist Teil des deutschen Dopingpräventionsnetzwerkes GEMEINSAM GEGEN DOPING und kooperiert mit der Nationalen Anti-Doping-Agentur Deutschland (NADA). Die Kölner Liste ist neben deutscher auch in englischer sowie spanischer Sprache verfügbar.

## Situation
Jedes Jahr werden allein in Deutschland ca. 10.000 Nahrungsergänzungsmittel beim zuständigen Bundesamt für Verbraucherschutz und Lebensmittelsicherheit (BVL) neu angezeigt – also neben den bestehenden Produkten. Sie müssen sich weder einem Anmelde- und schon gar nicht einem Zulassungsverfahren (im Gegensatz zu Arzneimitteln) unterziehen. Dies bedeutet, dass eine Vielzahl von nicht kontrollierten Produkten auf dem Markt erhältlich ist. Die Verbraucherzentralen geben hierzu regelmäßig Warnmeldungen heraus (z. B. www.klartext-nahrungsergänzung.de). In anderen Ländern ist die Situation vergleichbar.
Eine internationale vom IOC geförderte Studie des Instituts für Biochemie an der Deutschen Sporthochschule Köln hat gezeigt, dass etwa 15 Prozent der in 13 Ländern erworbenen Nahrungsergänzungsmittel Anabolika (hauptsächlich Prohormone) enthielten, die nicht auf der Packung angegeben waren. In Deutschland enthielten ca. 11 Prozent der getesteten Nahrungsergänzungsmittel verbotene Anabolika. Neben Anabolika stellen auch nicht auf der Verpackung deklarierte Stimulanzien eine Gefahr für Sportlerinnen und Sportler dar.
Für die Sportlerinnen und Sportler ist dies eine untragbare Situation, da sie durch fehlende bzw. unzureichende Informationen über einzelne Produkte das Risiko der Aufnahme von Dopingsubstanzen nicht oder kaum einschätzen können, sie selbst jedoch die Konsequenzen dafür übernehmen müssen. Es besteht die Gefahr, unverschuldet in Misskredit zu geraten und die sportliche Karriere hierdurch zu gefährden.
Die Kölner Liste ist als mobile App kostenlos verfügbar.